# 朱迪丝·安德森
朱迪丝·安德森女爵士，DBE（1897年2月10日—1992年1月3日）是一名澳大利亚女演员，她以擅长表演悲剧角色而闻名。当她于20世纪40年代出现在好莱坞的时候她已经是舞台剧领域最出色的演员之一。晚年她还成功地转向了电视节目的表演。在她长达70年的职业生涯中，她接受了众多的荣誉，包括两个艾美奖、一个东尼奖以及一次格莱美奖的提名。1940年，她还因为在电影《蝴蝶梦》中的演出获得了当年奥斯卡最佳女配角奖的提名。

## 生平
朱迪丝·安德森出身于澳大利亚，在她观看过某位歌剧演员的表演之后。她就立志于成为一名歌剧歌手。然而，当她第一次在中学的舞台上表演之后，她决定选择戏剧而不是歌剧。在当地的演讲比赛中，安德森技压群雄获得了多个奖项。她在学校剧场的表演也很成功，于是她开始跟随业余爱好者团体在悉尼和阿德莱德表演。1914年，她开始以职业演员的身份出现在舞台上，而那时她不过17岁。3年后，根据某些在悉尼的美国人的建议，她选择了前往美国而不是英国继续自己的事业。怀揣着一封介绍信，她先去拜访了塞西尔·德米尔，然而这位好莱坞的大导演嫌弃她的身材而没有接纳她。于是她从位于加州的好莱坞转向了纽约的百老汇。在百老汇安德森学地很快而且才华横溢，1924年她获得了不小的成功。1933年，一部由戏剧改编来的电影登上了银幕，安德森由此迎来了自己的第一个电影角色。1940年，她在《蝴蝶梦》的演出帮助她获得了一个奥斯卡最佳女配角奖的提名，不过并没有获奖。她在本片中塑造的角色被认为是电影史上最令人难忘的反派女性角色之一。在这之后她同许多大导演都有过合作，不过50年代时她接拍的电影数量开始逐渐减少。一直到1973年已经86岁高龄的时候，她还曾出现在电影星际迷航第三部之中。除了好莱坞电影之外，她也拍摄过几部澳大利亚电影。1992年，朱迪丝·安德森因为肺炎死于加利福尼亚州的圣巴巴拉 。
她的一生中总共经历过两次婚姻，第一次是在1937年，嫁给了一位英语教授不过两人两年后就离婚了。1946年她又嫁给了一位剧院制片人，这段婚姻持续了5年。这两次婚姻都没给安德森带来孩子并且都没有留下太多美好的回忆。